# Британская почта в Марокко
Британская почта в Марокко — почтовые отделения, которые были учреждены Великобританией на территории Марокко с середины XIX до середины XX века и для которых выпускались собственные почтовые марки.

## Ранняя история
В XIX веке в портовых городах Марокко рядом европейских государств были открыты консульства, а также почтовые отделения, которые обрабатывали направленную за пределы страны корреспонденцию и функционировали до 1912 года. За доставку внутренней почты отвечали службы шерифа и частных компаний. Среди иностранных отделений в Марокко существовала и целая сеть британских почтовых отделения, также известных как «Марокканские агентства» (англ. Morocco Agencies).
Первая почтовая контора Великобритании была открыта в Танжере в 1857 году, и вначале письма оплачивались британскими марками. В связи с тем, что британская почтовая служба в Марокко находилась в ведении Гибралтара, она перешла на использование почтовых марок Гибралтара сразу после появления последних в обращении, а именно 1 января 1886 года. В течение 1887—1891 годов в различных марокканских морских портах открылись новые британские отделения. Почтовые отделения начали работать и вдали от побережья: в Фесе в 1892 году и в Мекнесе в 1907 году. Во всех этих отделениях применяли марки Гибралтара, что можно определить по почтовым штемпелям на них.

## Выпуски почтовых марок
С 1898 года на почтовых марках ставились надпечатки «Morocco / Agencies» («Агентства в Марокко»), вначале в типографии газеты «Гибралтар Кроникл» (англ. Gibraltar Chronicle), а позднее — в Лондоне, что привело к появлению ряда разновидностей надпечатки. Для второго выпуска существует надпечатка «Morocco».
1 января 1907 года британское почтовое ведомство во главе с генеральным почтмейстером в Лондоне стало управлять почтовыми отделениями напрямую, и они оставались в его ведении до момента обретения Марокко независимости в 1956 году. С 1907 по 1956 год все почтовые марки представляли собой надпечатки на выпусках Великобритании, которые производились с обозначением номиналов в трёх разных валютах. Они употреблялись во всех британских почтовых отделениях в Марокко и были отменены 31 декабря 1956 года.
Всего с 1898 по 1938 год (до образования зоны французского протектората в Марокко) британской почтой было эмитировано 157 почтовых марок с надпечаткой «Morocco Agencies» на марках Гибралтара и Великобритании.

### Надпечатки британской валюты
Почтовые марки Великобритании с той же надпечаткой и надпечаткой новой стоимости в британской валюте, а также без надпечатки нового номинала поступили в обращение в 1907 году. Они имелись в наличии во всех почтовых отделениях и в основном предназначались для посылок, а позднее — авиапочты. Надпечатки делались как на стандартных марках, так и на некоторых памятных марках; все они представляли собой надпечатку текста «MOROCCO / AGENCIES», вплоть до выпуска 1936 года с портретом Эдуарда VIII. Впоследствии, в период с 1937 по 1949 год, для оплаты посылок в обращении были почтовые марки без надпечаток, но в 1949 году на марках снова появилась надпечатка для использования в Тетуане. На тот момент там оставалось единственное почтовое отделение, кроме Танжера, для которого были сделаны собственные надпечатки.

### Надпечатки испанской валюты
До создания французской зоны (French Zone) во всех почтовых отделениях имелись также в наличии почтовые марки с номиналами в испанской валюте, после чего их обращение было ограничено испанской зоной. Надпечатка, в основном, была такой же, что и на марках с номиналами в британской валюте, дополнительная сложность заключалась лишь в необходимости уместить номинал в сентимо и песетах. Надпечатки ставились на всех видах почтовых марок Великобритании, при этом последними стали выпуски летом 1956 года с изображением Елизаветы II. Все они были изъяты из продажи 31 декабря того же года.
За период существования зоны испанского протектората, в 1912—1956 годах, британская почта выпустила 50 почтовых марок.

### Надпечатки французской валюты
Почтовые марки с номиналами во французской валюте (сантимах), предназначенные для использования во французской зоне, были введены в обращение с 1917 года. Они оставались в почтовом употреблении до 8 января 1938 года, когда были изъяты из продажи ввиду закрытия в этой зоне британских отделений. Надпечатки были точно такие же, что и выпускавшиеся для испанской валюты, однако их было эмитировано меньше по числу видов.

### Надпечатки для Танжера
Для Международной зоны Танжер собственные надпечатки производились с 1927 по 1957 год.

## Филателистические исследования
Самая содержательная книга о почтовых отделениях в Марокко, написанная Дэвидом А. Стоттером (David A. Stotter), председателем Общества коллекционирования надпечаток Великобритании (GB Overprints Society, GBOS), была издана в октябре 2007 года Обществом почтовой истории (Postal History Society, PHS) и Британским филателистическим трестом (BPT), объёмом в 367 страниц, в твёрдом переплёте и ценой 49 фунтов стерлингов. Изданная под названием «The British Post Office Service in Morocco 1907—57» («Британская почтовая служба в Марокко в 1907—1957 годах»), книга подробно освещает историю почты так называемого британского периода, с момента перехода контроля к Главному почтовому управлению в Гибралтаре в январе 1907 года до закрытия танжерского почтового отделения в апреле 1957 года. Книге недавно была присуждена медаль Кроуфорда Королевского филателистического общества Лондона (англ. Royal Philatelic Society London) и большая золотая медаль на выставке в Харроугейте (англ. Harrogate) в 2008 году.
Первая брошюра по марокканским агентствам, написанная Джоном Воллисом (John H. Vallis) была опубликована Г. Ф. Джонсоном (H. F. Johnson) в 1921 году. Вторую написал Р. Х. Сампсон (R. H. Sampson), она была издана Лондонским королевским филателистическим обществом в 1959 году ограниченным тиражом в 250 экземпляров. Впоследствии покойный Кен Клаф (Ken Clough) издал две брошюры (вторая представляла собой второе улучшенное и дополненное переиздание первой), опубликованные Кружком изучения почтовых марок Гибралтара (англ. Gibraltar Study Circle) в 1978 и 1984 годах. Общество коллекционирования надпечаток Великобритании также издало в 1992 году специальную брошюру по выпускам Эдуарда VII с надпечатками, написанную М. Х. Джеллатли (M. H. Gellatly) и М. К. Влодарчиком (M. K. Wlodarczyk).
Гибралтарский период, до конца 1906 года, подробно освещён в книге, написанной Ричардом Гарсия (Richard Garcia) и изданной совместно PHS и BPT под названием: «The British Postal Service in Morocco 1749—1906» («Британская почтовая служба в Марокко 1749—1906»). Эта книга, вместе с книгой Ричарда Стоттера, даёт полное описание истории почты британских почтовых отделений в Марокко. Планируется издание третьей книги с описанием почтовых марок и цельных вещей.